# Naturschutzgebiet Lippeaue (SO-007)

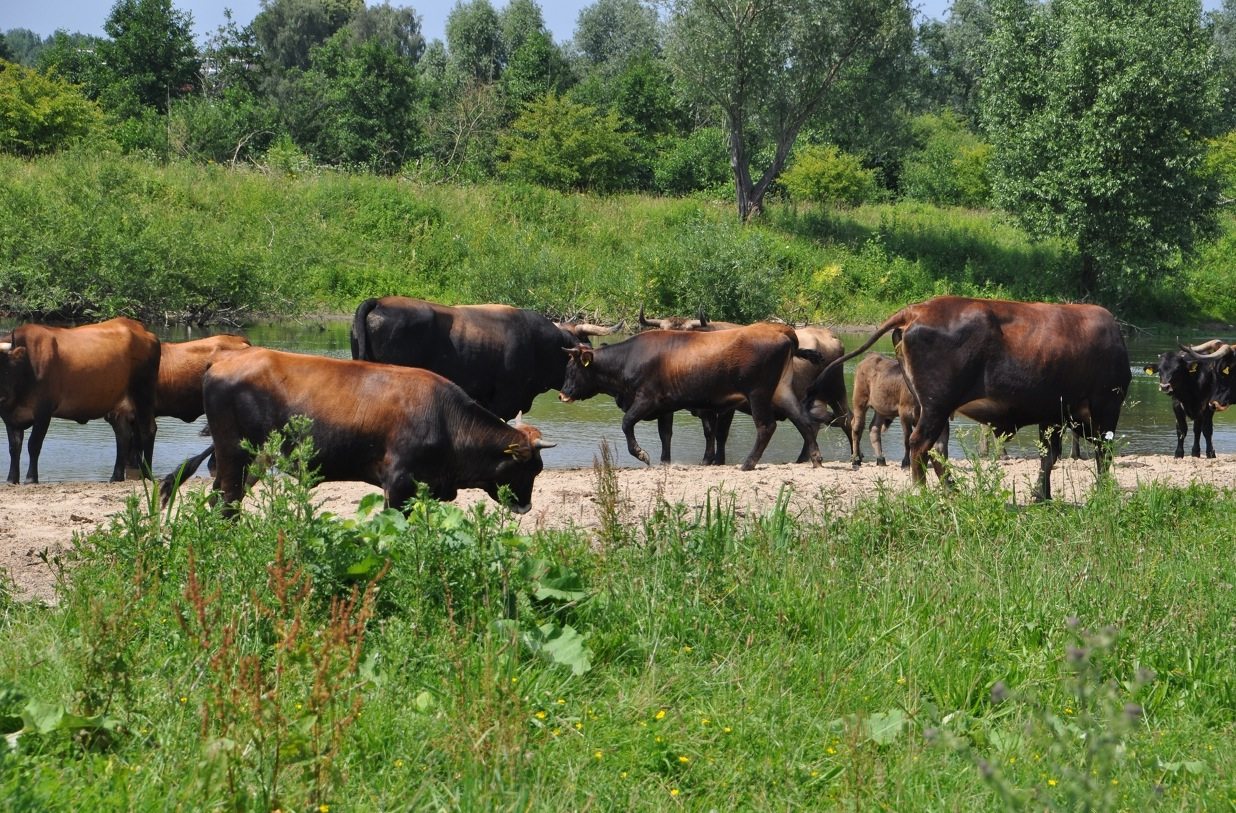
Taurusrinder am Lippeufer im NSG

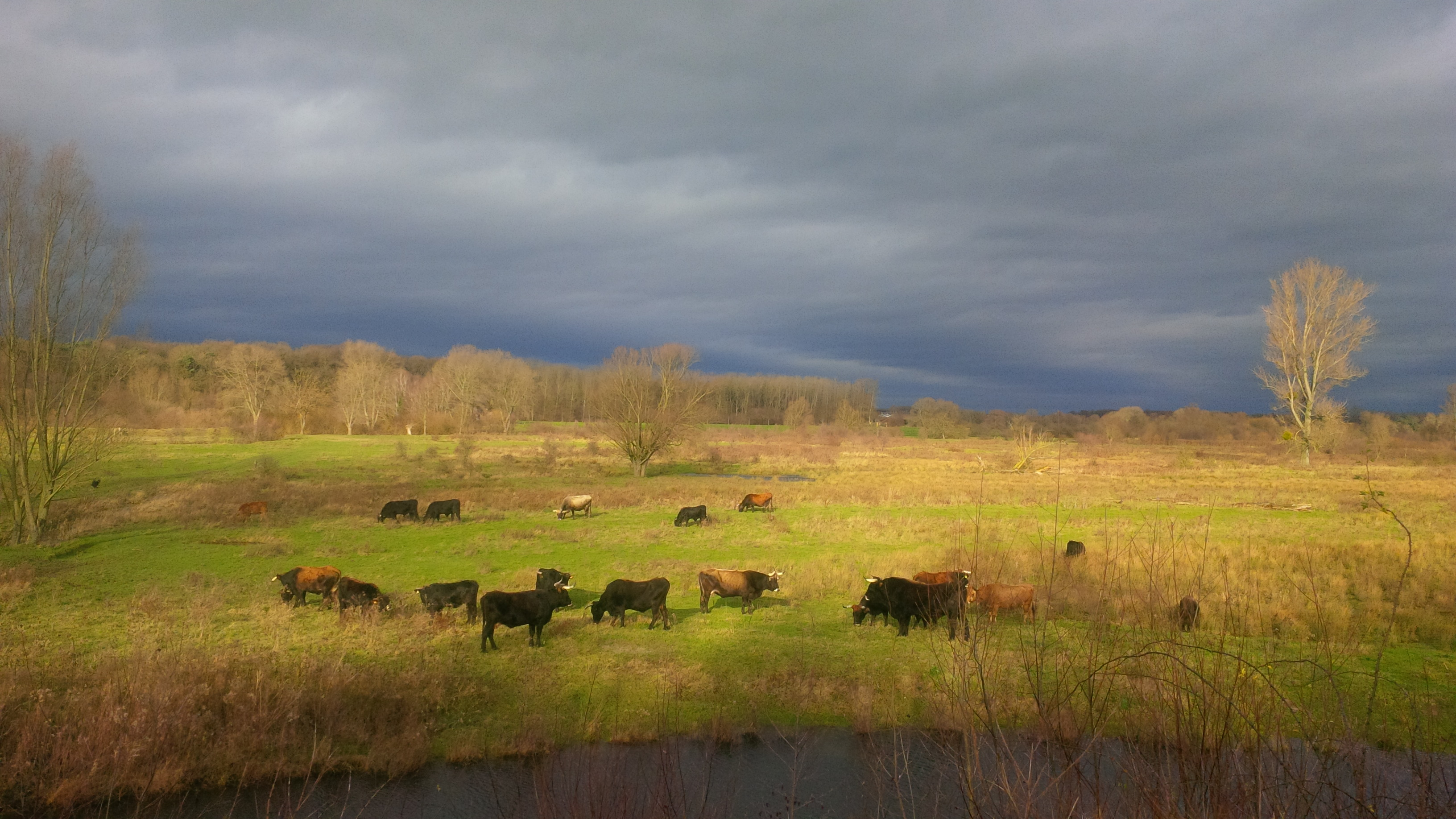
Taurusrinder in der Hellinghauser Mersch vom Aussichtspunkt Anglerweg

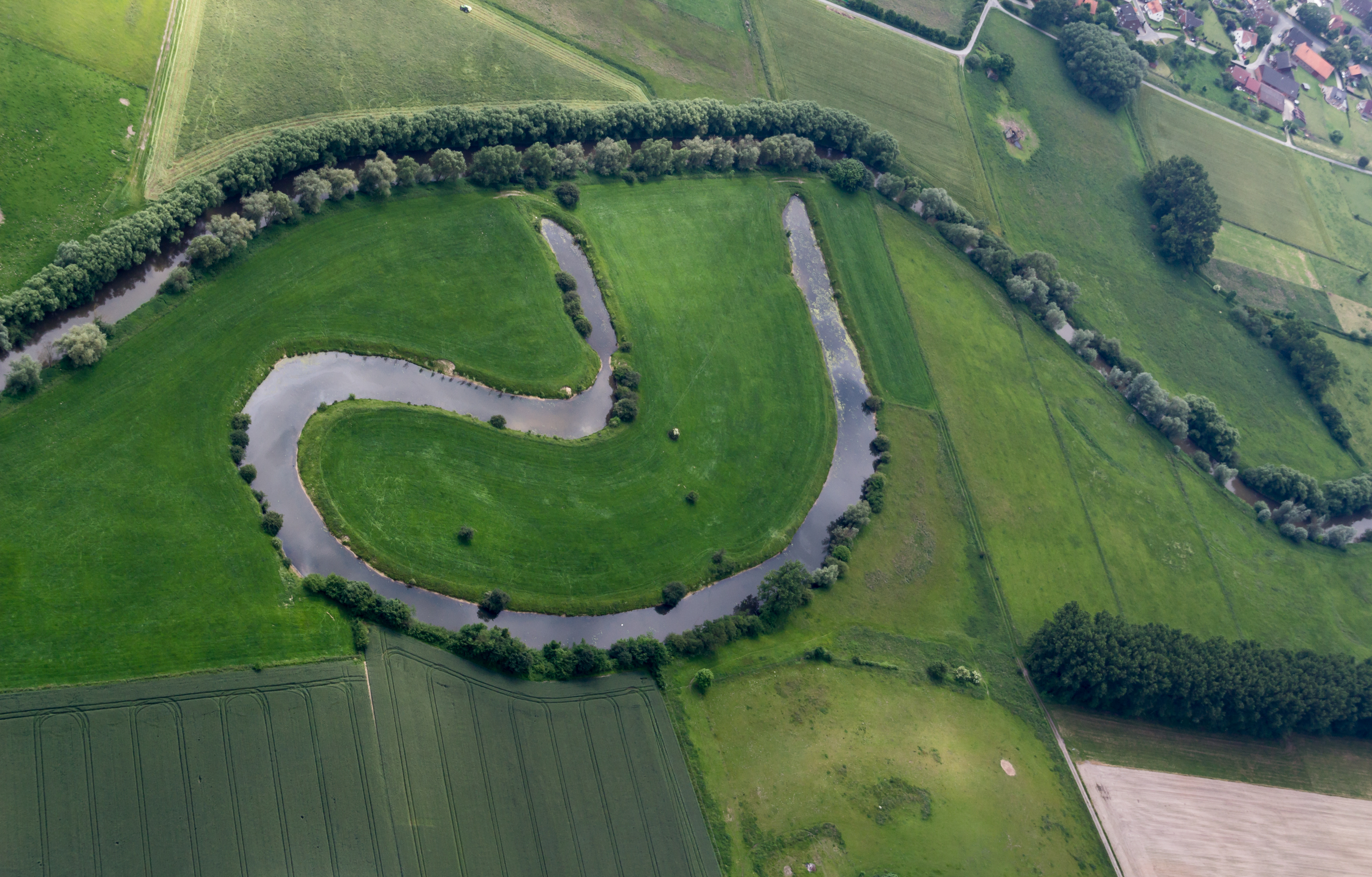
NSG bei Lippborg

Das Naturschutzgebiet Lippeaue ist ein im Jahr 2004 ausgewiesenes Naturschutzgebiet (NSG) im Kreis Soest. Die NSG-Flächen gehören seit 2004 zu verschiedenen FFH-Gebieten.
Das NSG liegt an der Lippe zwischen Lippstadt im Osten und der Kreisgrenze zu Schmehausen im Westen. Es erstreckt sich über eine Länge von 25 km und hat eine Fläche von etwa 1200 ha. Es liegt im größeren Mittelteil, wo beide Ufer der Lippe zum Kreis Soest gehören, beiderseits des Flusses. Im östlichen Teil, zwischen den Ortslagen Lippstadt und Eickelborn, wo das Nordufer zum Kreis Warendorf gehört, grenzt auf der Nordseite der Lippe das bereits 1987 ausgewiesene Naturschutzgebiet „Lippeaue zwischen Göttingen und Cappel“ (WAF-006) an. Im westlichen Teil, bei Schmehausen, Uentrop und Haaren, wo das Südufer zur kreisfreien Stadt Hamm gehört, grenzen auf der Südseite der Lippe die 1995 ausgewiesenen Naturschutzgebiete „Schmehauser Mersch“ (HAM-007), „Munnebach“ (HAM-008) und „Haarener Lippeaue“ (HAM-009) an.
In zwei Teilgebieten, den Hellinghauser Wiesen (auch Hellinghauser Mersch) und der Klostermersch, weiden auf rund 79 ha beziehungsweise 55 ha seit einigen Jahren Taurusrinder und Koniks, die die Landschaft durch Beweidung gestalten. Die Hellinghauser Mersch befindet sich auf dem Stadtgebiet von Lippstadt und erstreckt sich etwa drei km entlang der Lippe. Hier haben sich nach etwa 50 Jahren auch wieder Weißstörche angesiedelt. Von einem künstlichen Hügel aus können die Tiere beobachtet werden.

## Tierarten in NSG
Im NSG kommen zahlreiche seltene Tierarten wie Baumfalke, Bekassine, Eisvogel, Flussneunauge, Großer Brachvogel, Haubentaucher, Kammmolch,  Kanadagans, Kiebitz, Knäkente, Knoblauchkröte, Krickente, Kuckuck, Europäischer Laubfrosch, Löffelente, Moderlieschen, Nachtigall, Neuntöter, Pirol, Rebhuhn, Rohrweihe, Rotmilan, Schilfrohrsänger, Schnatterente, Steinkauz, Tafelente, Uferschwalbe, Wasserralle, Weißstorch, Wiesenweihe und Zwergtaucher vor.